# Antti Ronkainen (siatkarz)

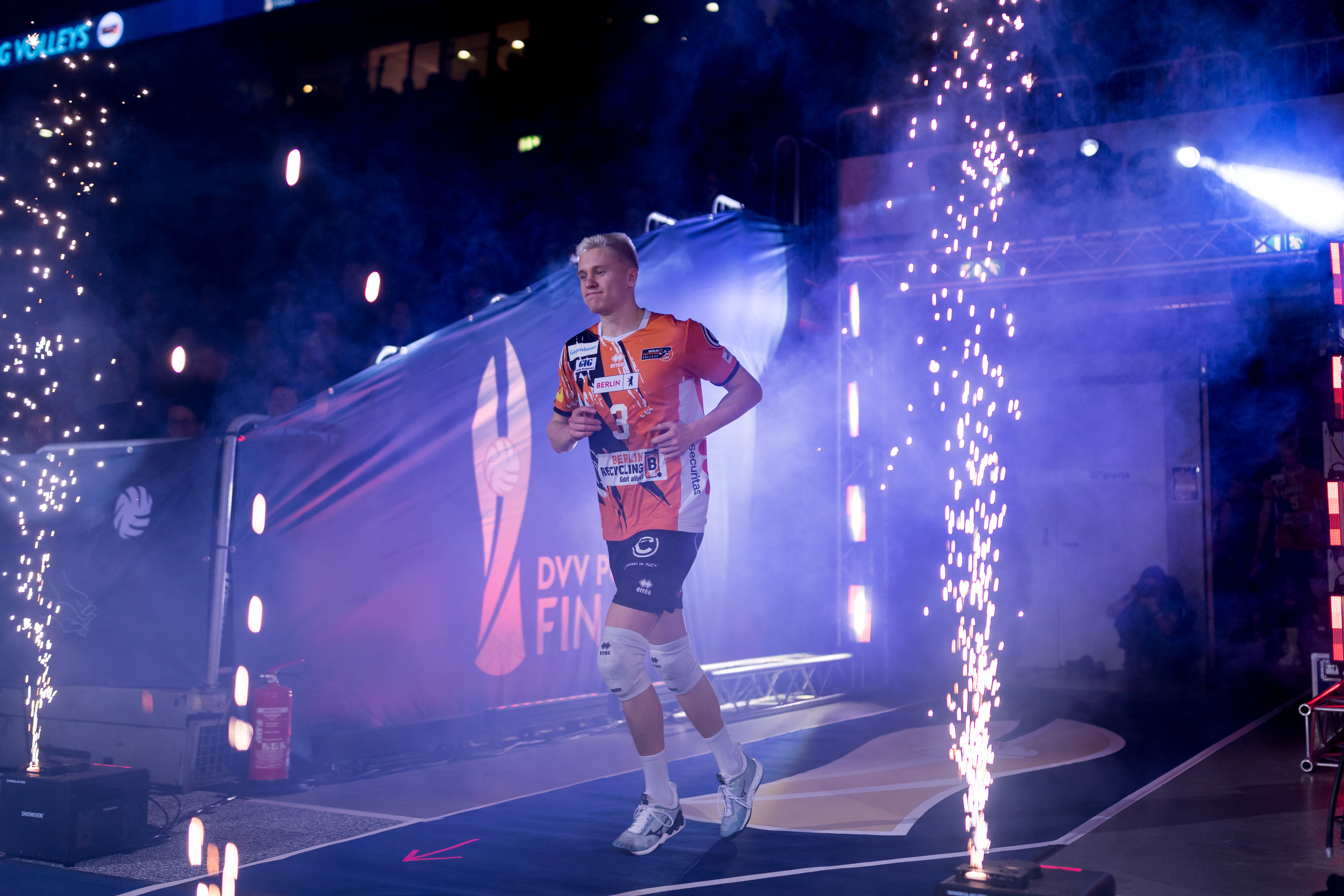
Antti Ronkainen przed rozpoczęciem finału Pucharu Niemiec 2022/2023

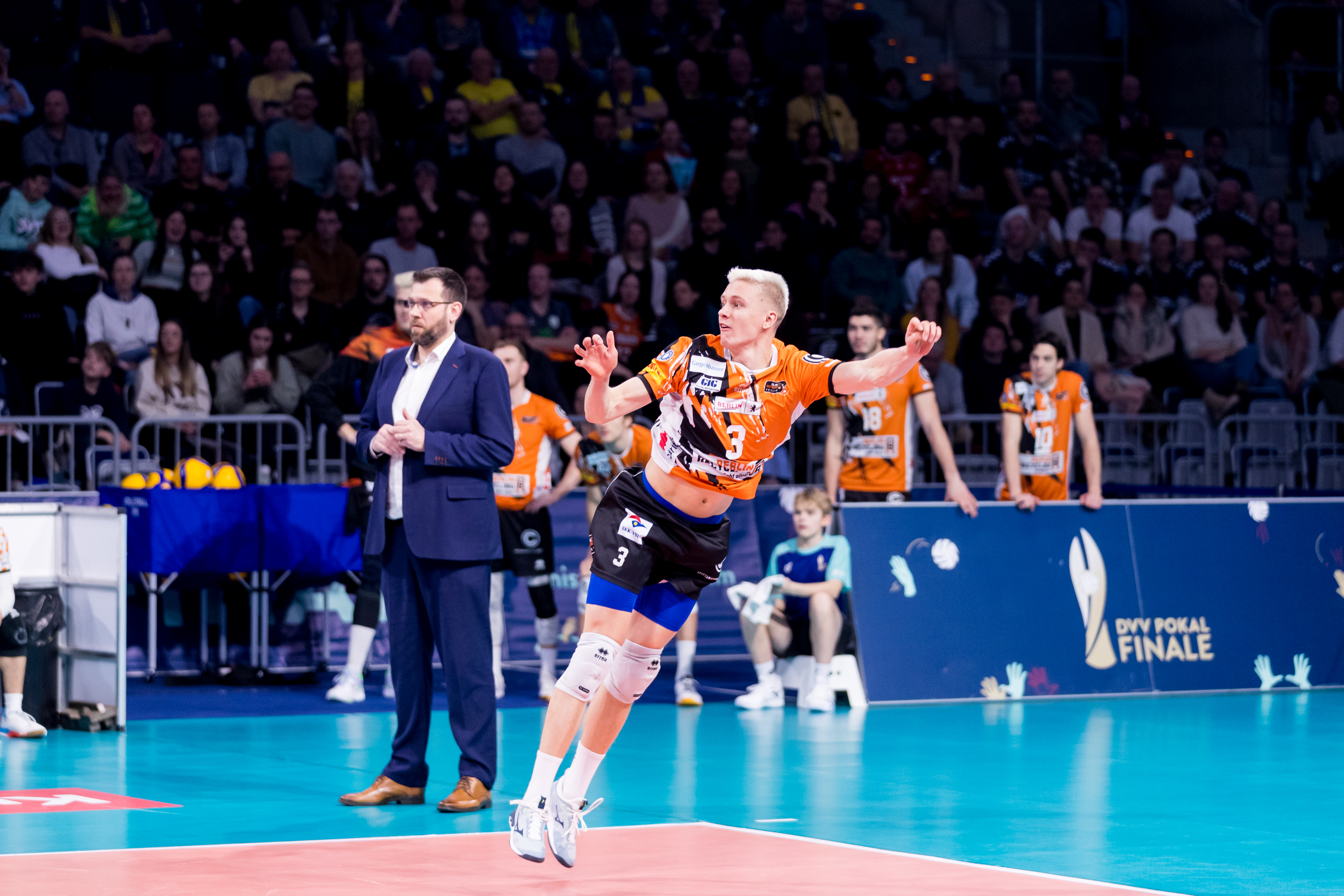
Antti Ronkainen w jednej z akcji w finale Pucharu Niemiec 2022/2023

Antti Ronkainen (ur. 11 sierpnia 1996 w Forssa) – fiński siatkarz, grający na pozycji przyjmującego, reprezentant Finlandii. 

## Przebieg kariery
| Lata      | Klub                     |
| --------- | ------------------------ |
| 2014–2015 | Napapiirin Palloketut    |
| 2015–2019 | Lentopalloseura ETTA     |
| 2019–2020 | SVG Lüneburg             |
| 2020–2021 | Biogas Volley Näfels     |
| 2021–2022 | Lausanne UC              |
| 2022–2023 | Berlin Recycling Volleys |
| 2023–     | Le Plessis-Robinson VB   |

## Sukcesy klubowe
Liga fińska:
- 2019

Superpuchar Niemiec:
- 2022[2]

Puchar Niemiec:
- 2023[3]

Mistrzostwo Niemiec:
- 2023[4]

## Sukcesy reprezentacyjne
Srebrna Liga Europejska:
- 2022

Złota Liga Europejska
- 2025[5]